# Rivière de l'Orignal
Rivière de l'Orignal är ett vattendrag i Kanada.   Det ligger i provinsen Québec, i den sydöstra delen av landet, 240 km nordväst om huvudstaden Ottawa.
I omgivningarna runt Rivière de l'Orignal växer i huvudsak blandskog. Trakten runt Rivière de l'Orignal är nära nog obefolkad, med mindre än två invånare per kvadratkilometer.